# Harling (Adelsgeschlecht)

Wappen derer von Harling

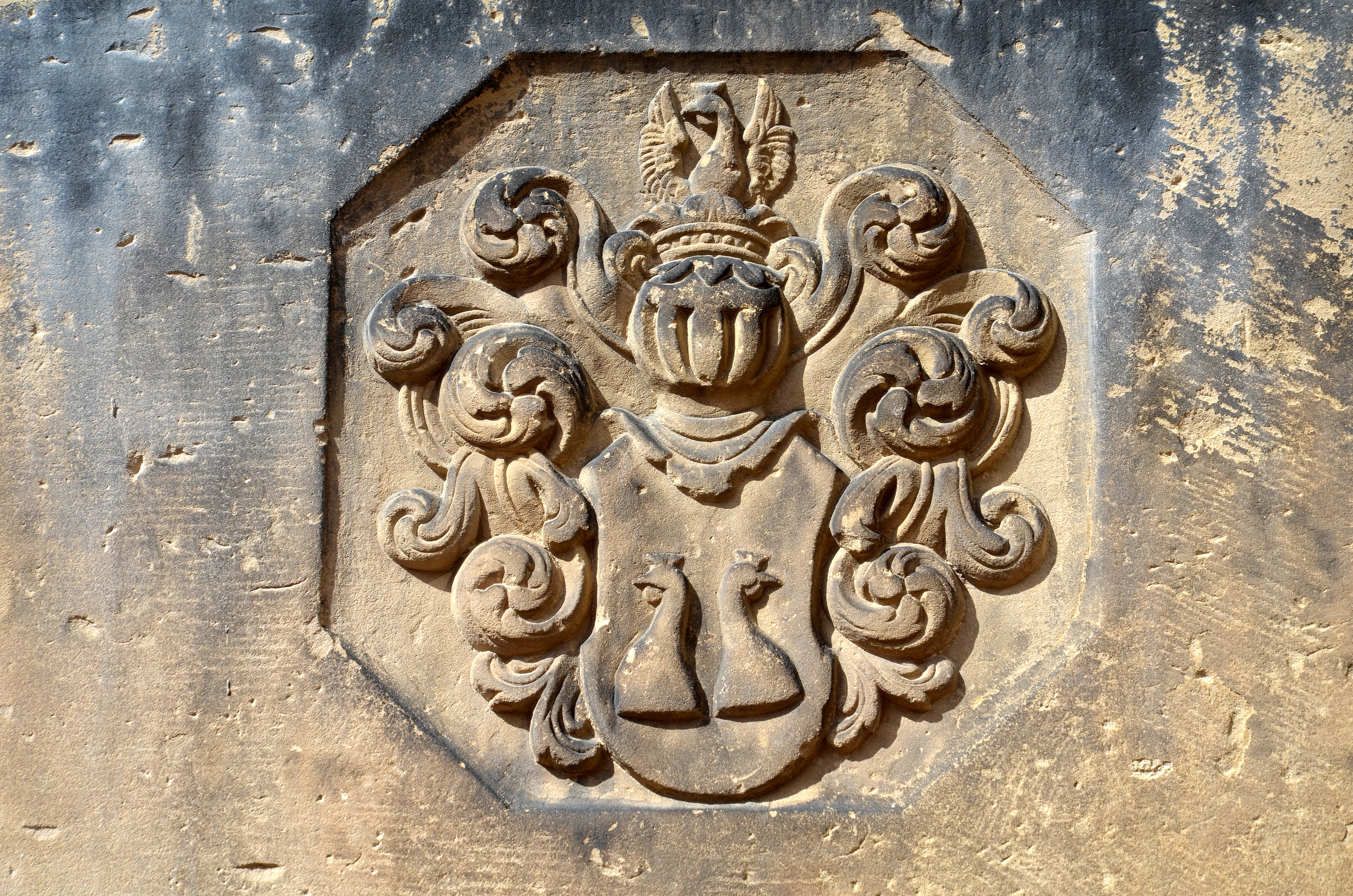
Wappen des Christian Friedrich von Harling am Doppelgrabstein mit seiner Ehefrau Anna Catharina von Offen an der Neustädter Hof- und Stadtkirche St. Johannis in Hannover

Harling ist der Name eines noch bestehenden niedersächsischen Uradelsgeschlechtes. Die Namensform wechselte zwischen Harlege, Herlege, Harlinge, Harle und Harling.

## Geschichte

### Herkunft
Einer Familiensage nach sollen die von Harling von einem Christoph Hahn abstammen, der im Jahr 955 im Gefolge Otto des Großen gegen die Ungarn gekämpft hat und dann zum Ritter geschlagen wurde, nachdem er den Kaiser mit dem Zuruf „Herre, links“ vor einem nahenden Feind gewarnt und diesem damit das Leben gerettet hatte. Dieser Christoph Hahn soll zwei gegeneinander abgewendete Hahnenköpfe im Schild geführt haben, womit sich das heutige Wappen des Geschlechts begründen ließe.
Urkundlich erscheint das Geschlecht, das zum landsässigen Adel im Lüneburgischen gehört erstmals 1203 mit dem Ritter Teodericus de Harlege, der als Zeuge in einer Schenkung des Grafen Siegfried von Osterburg genannt wird. Ein gleichnamiger Ritter, Theodoricus Herlege, urkundete 1243. Dieser war mit einem Hof in Harlingen bei Walsrode belehnt, der auch in den Lehnsurkunden des 15. und 16. Jahrhunderts noch erwähnt wird. Es wird vermutet, dass die Familie von Harling hier ihren Ursprung hat und nach diesem Ort benannt wurde.
Die gesicherte Stammreihe beginnt mit Karsten und dessen Sohn Karsten von Harling, die schon vor 1424 Herrn auf Eversen waren. 1424 belehnte Wilhelm der Ältere von Braunschweig und Lüneburg die Brüder Otto und Karsten von Harling mit zwei Höfen zu Herlinge, einem Hof zu Ripe und einem Hof zu Euersten (= Eversen).

### Kirchenstiftung zu Sülze

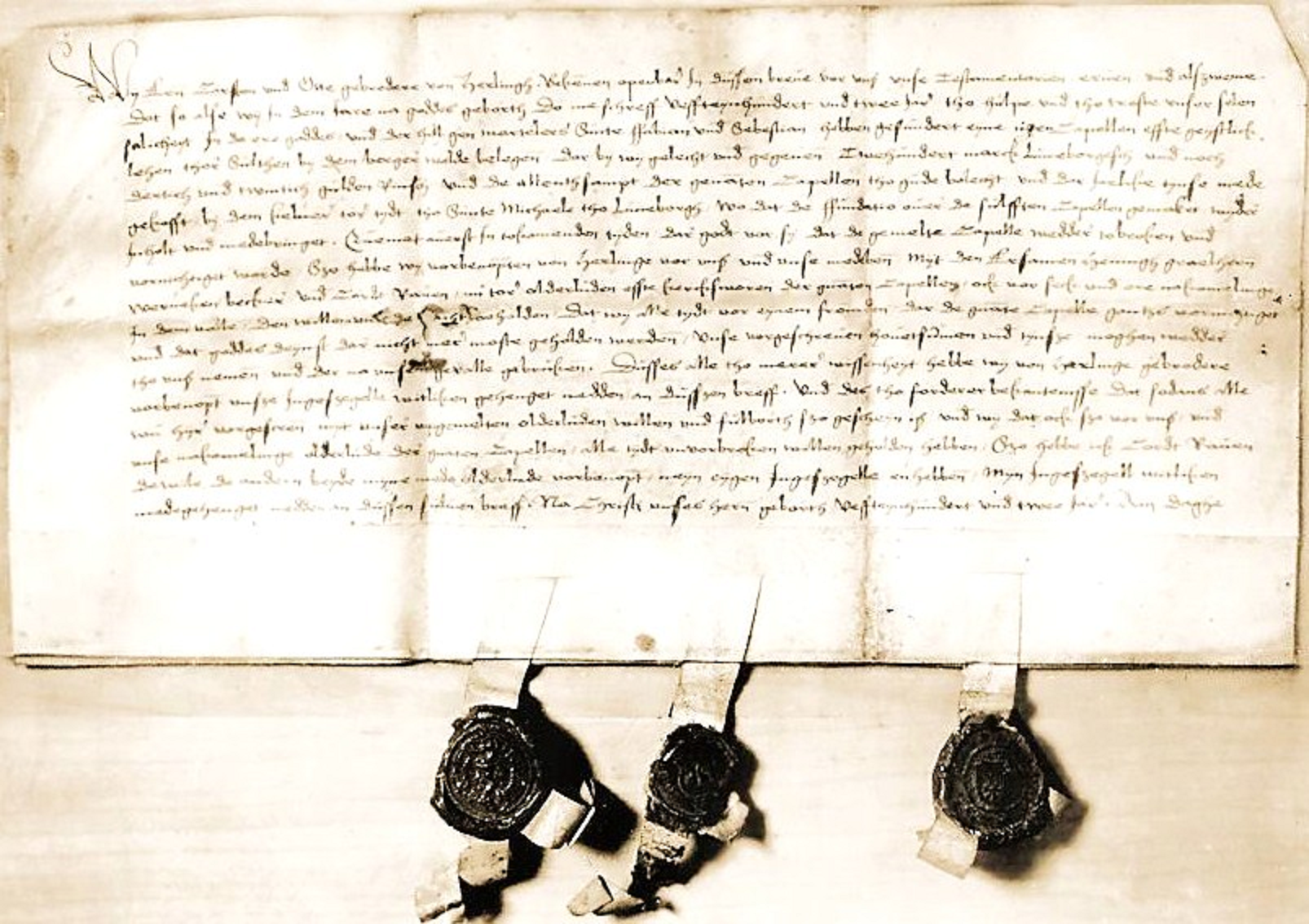
Stiftungsurkunde zu Sülze von 1502

Auf Betreiben der Herzogin Anna von Braunschweig-Lüneburg stifteten die Brüder Carsten und Otto von Harling größere Summen, deren Zinsen häufigere Messen in Sülze ermöglichten. Diese Stiftung wurde 1504 nochmals erhöht, sodass davon dann eine eigene Priesterstelle geschaffen wurde. Bischof Heinrich von Minden erkannte die Stiftung urkundlich an.

### Christian Friedrich und Anna Katharina von Harling
Christian Friedrich von Harling war Geheimer Rat und Oberstallmeister am kurfürstlichen Hof zu Hannover. Seine Gemahlin war Anna Katharina, geborene von Offen (1624–1702), die Oberhofmeisterin der Kurfürstin von Hannover. Ihre Familie stammte nach früherer Annahme von der hessischen Burg Uffeln bei Kassel, wurde mithin mit den ursprünglich hessischen von Uffeln (auch: Offeln) verwechselt. Noch unverheiratet, war sie Erzieherin der jungen Prinzessin Liselotte von der Pfalz, der späteren Herzogin von Orléans, mit der sie zeitlebens in engem Briefkontakt blieb. Auch die Tochter der Kurfürstin, Sophie Charlotte von Hannover, die nachmals die erste preußische Königin wurde, wurde seit 1678 von Anna Katharina von Harling erzogen. Auch noch der Sohn Sophie Charlottes, nachmals preußischer König Friedrich Wilhelm I., wurde 1692 im Alter von vier Jahren der Obhut Anna Katharina von Harlings anvertraut, gemeinsam mit dem späteren britischen König Georg II., allerdings vertrugen sich die beiden kleinen Kurprinzen nicht miteinander. Sehr gerne hätte auch die Herzogin von Orléans, Liselotte von der Pfalz, ihre Kinder der Erziehung Anna Katharina von Harlings anvertraut.

### Freiherrlicher Zweig

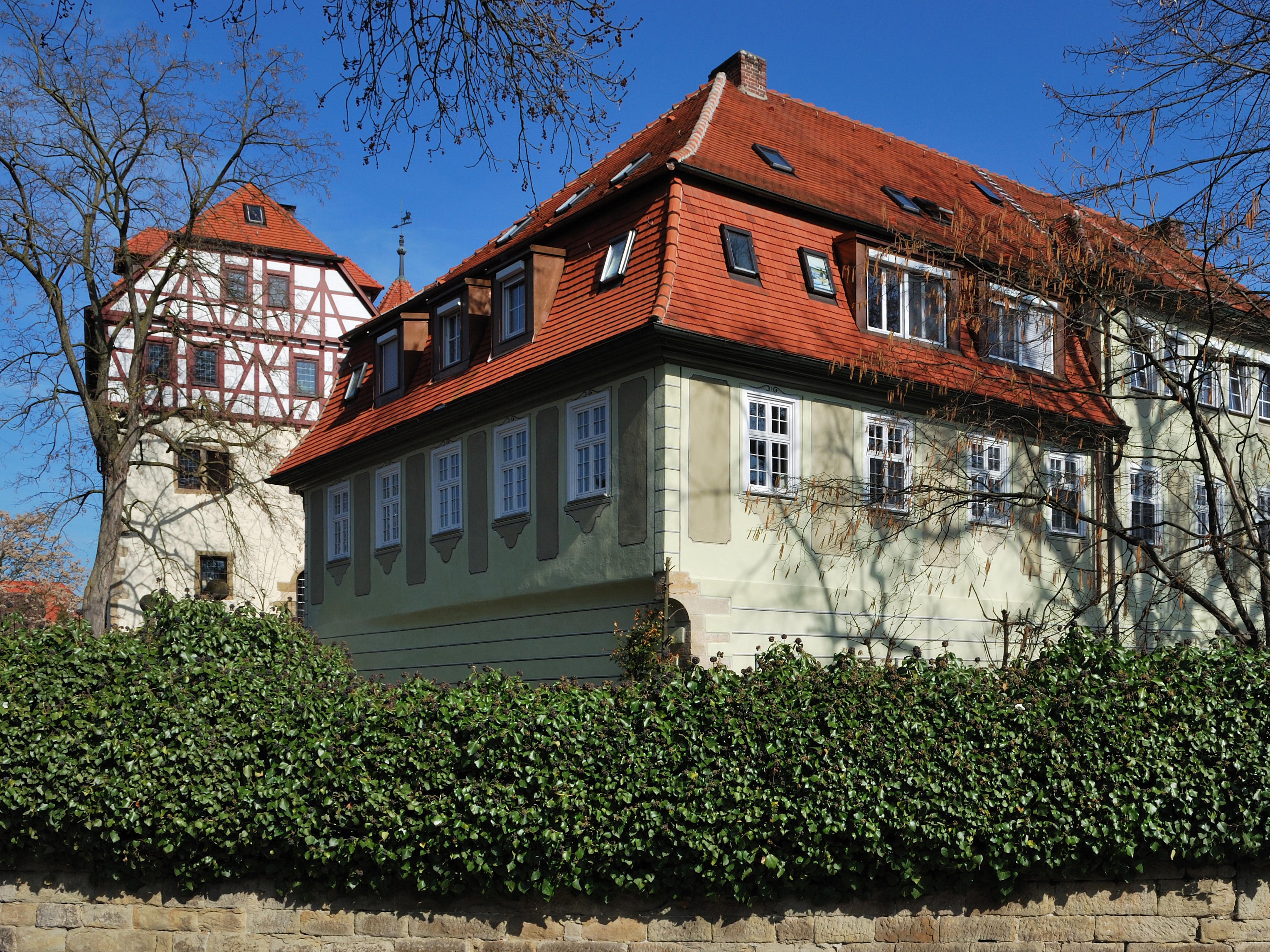
Das Neue Schloss zu Münchingen, 1735 von August Friedrich von Harling errichtet

Ein Zweig aus der Linie Bienenbüttel hatte sich vor der Mitte des 18. Jahrhunderts im Herzogtum Württemberg ansässig gemacht, indem der nachmalige Generalmajor der schwäbischen Kreistruppen, August Friedrich von Harling, 1733 durch Kauf von den Obervormündern seiner minderjährigen Stieftochter Christiana Friderica von Münchingen, Wilhelm Ludwig Thumb von Neuburg und Wilhelm Friedrich Schertel von Burtenbach, Schloss und Rittergut zu Münchingen erwarb. Dadurch erfolgte die Aufnahme in die schwäbische freie Reichsritterschaft, Kantons Neckarschwarzwald, und die Führung des Freiherrentitels. August Friedrich von Harling war der Begründer des freiherrlichen Zweiges Münchingen, und wurde am 5. Mai 1740 in das reichsritterschaftlich-schwäbische Kollegium aufgenommen. Er war zuerst (1725) mit Philippina Friderica Schertel von Burtenbach zu Mauren, dann (1730) mit Maria Regina, Witwe des Friedrich Christoph von Münchingen, geb. von Berenfels, vermählt. Neben dem Alten Schloss, 1558 auf den Resten der Münchinger Burg errichtet, erbaute August Friedrich von Harling 1735 einen barocken Putzbau, das Neue Schloss der Freiherren von Harling.
August Friedrichs direkter Nachkomme war Freiherr Franz Carl von Harling, herzoglich württembergischer Generalmajor. Dessen Sohn, Freiherr Ernst Friedrich Ludwig von Harling (1773–1828), verkaufte das Rittergut Münchingen schließlich an den Waldhornwirt Jakob Schmalzriedt aus einem alten Münchinger Geschlecht. Er hinterließ einen Sohn, Freiherr Franz Alexander Friedrich von Harling (* 1814). Der Verkauf des Ritterguts zu Münchingen an den Waldhornwirt Schmalzriedt und Genossen war erst 1842 abgeschlossen. Infolge der Zerstückelung verlor das Gut jedoch die rechtliche Eigenschaft eines Ritterguts. Der Gutsverkauf von Münchingen hatte daneben für die Familie von Harling die Entfernung aus der Matrikel des ritterschaftlichen Adels des Königreichs Württemberg zur Folge. König Karl von Württemberg ernannte Franz Alexander Friedrich von Harling (* 1814) am 9. Oktober 1866 zu Stuttgart zum Oberst, der Deutsche Kaiser Wilhelm I. verlieh ihm 1873 in seiner Eigenschaft als König von Preußen das Eiserne Kreuz II. Klasse. 1866–1871 war er Kommandeur des Ludwigsburger Ulanenregiments und verstarb 1873. Er hatte 1839 vier Töchter, darunter als Älteste Antoinette Freiin von Harling, die 1878 zu Ludwigsburg verstarb.

### Immatrikulation im Königreich Sachsen
Carl von Harling, auf Eversen I und II, königlich sächsischer Hauptmann und Kompaniechef im Infanterieregiment 103, wurde 1911 unter Nr. 302 in das Königlich Sächsische Adelsbuch immatrikuliert.

## Besitze
- Eversen: Gut I, Gut II, Gut III
- Rittergut Feuerschützenbostel

## Ehemalige Besitze
- Schloss Münchingen
- Gut Bienenbüttel
- Gut Mörse

## Erklärung zum entadelten Teil der Familie
Das weitverbreitete nicht adelige Geschlecht der Harling, die das Adelsprädikat „von“ nicht mehr im Namen tragen, stammen zum Teil von dem Adelsgeschlecht derer von Harling ab. Da der Sohn von Otto von Harling in Eversen um das Jahr 1590 unehelich geboren worden war, galt er nach damaligem Recht nicht als adlig.

## Wappen
Das Wappen zeigt in Silber zwei abgewendete gold bewehrte rote Hahnenköpfe samt Hals. Auf dem Helm mit rot-silbernen Decken ein solcher Hahnenkopf (auch zwischen offenem silbernen Flug oder ein wachsender roter Hahn mit ausgebreiteten Flügeln).
Die nach Meding älteste erhaltene Wappendarstellung von 1476 zeigt hingegen im Schild nur einen Hahnenkopf und auf dem bewulsteten Helm derer drei. Indes zeigt das Harlinger Siegel an der Sülzer Stiftungsurkunde von 1502 im Schild zwei auswärts gekehrte Hahnenköpfe. 1560, am Epitaph im Kloster St. Michael zu Lüneburg, sind im Schild zwei einwärts gekehrte Hahnenköpfe zu sehen, auf dem Helm ein wachsender roter Hahn mit ausgebreiteten Flügeln. Am Epitaph in Oldenburg von 1598 sind die Hahnenköpfe im Schild auswärts gekehrt, auf dem gekrönten Helm der die Flügel ausbreitende Hahn wachsend.
Im Geschlechts- und Wappenbuch des Königreichs Hannover und des Herzogthums Braunschweig als Helmzier auch ein wachsender roter Hahn mit ausgebreiteten Flügeln; Schildhalter zwei widersehende rote Hähne, das Ganze über einem Spruchband mit der Devise veillant, vaillant.

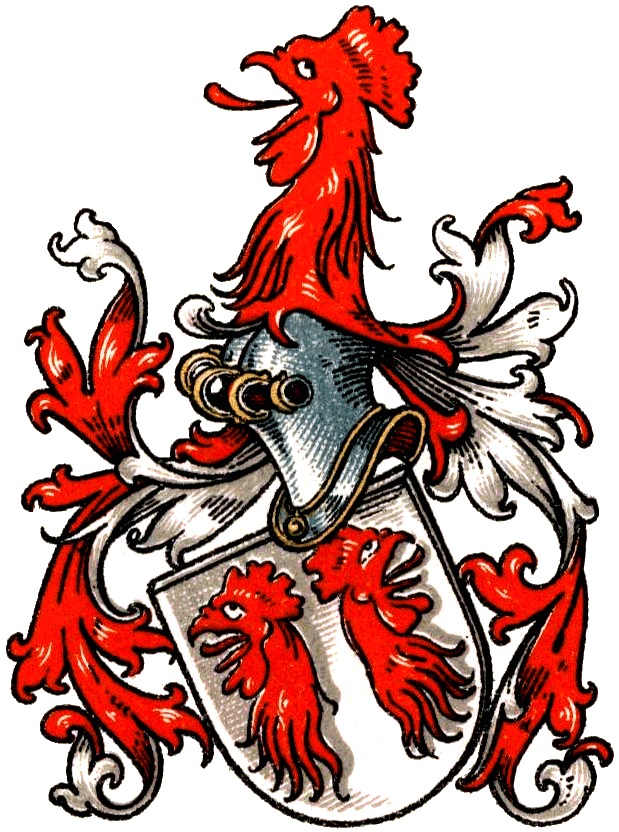
Wappen im Wappenbuch des Westfälischen Adels
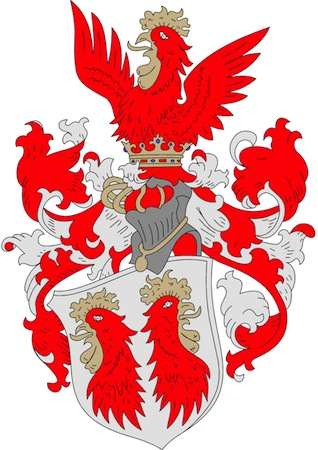
Wappenvariante mit wachsendem Hahn als Helmzier
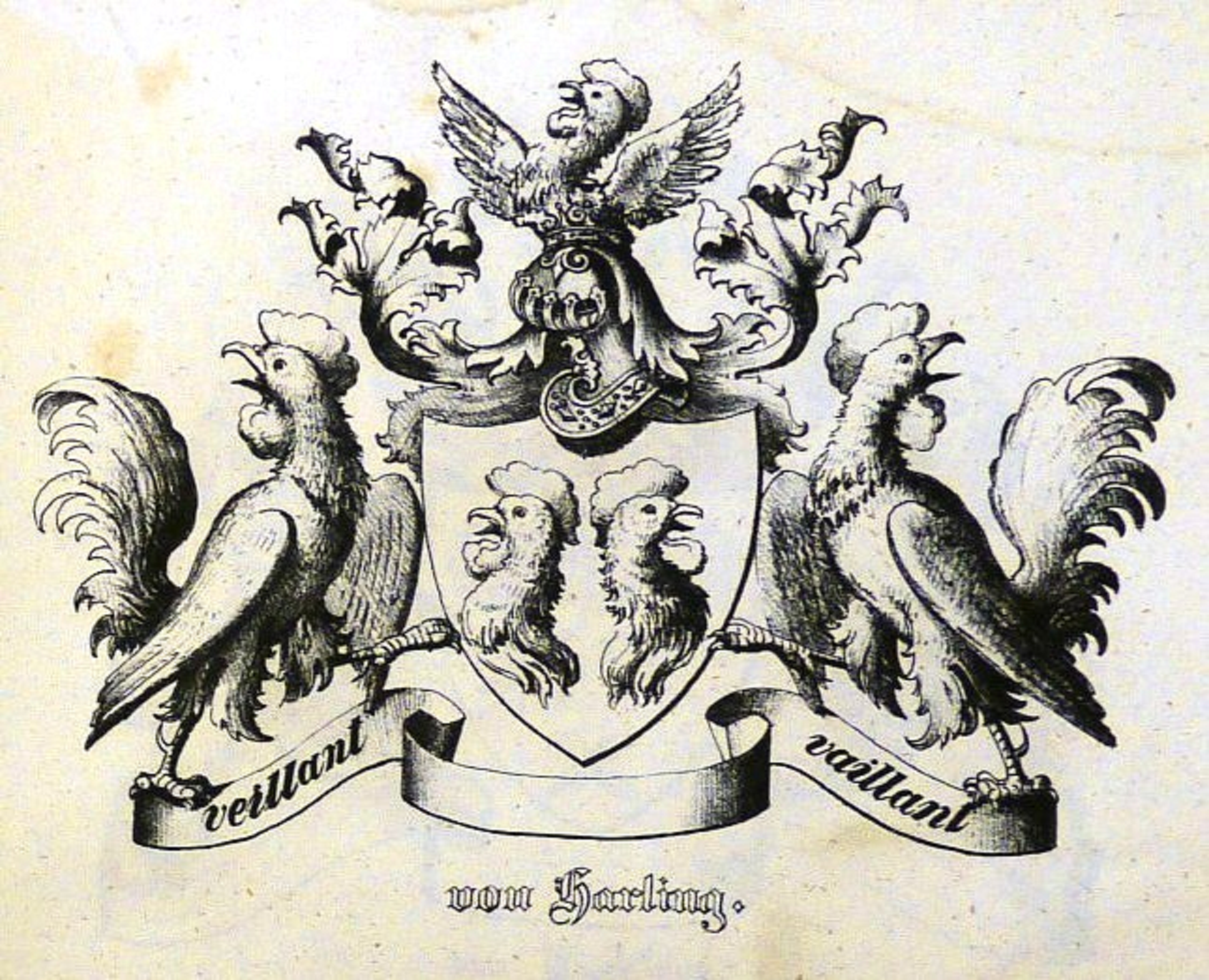
Wappen im Geschlechts- und Wappenbuch des Königreichs Hannover

## Personen
- Anton Günther von Harling (1595–1655), Landdrost der Grafschaft Diepholz
- August Friedrich von Harling, Herr auf Münchingen, Generalmajor der schwäbischen Kreistruppen
- Christian Friedrich von Harling (1631–1724), Kurfürstlich Hannoverscher Oberstallmeister und Geheimer Rat[29]
- Franz Carl von Harling a.d.H. Münchingen, herzoglich württembergischer Generalmajor
- Gert G. von Harling (* 1945), deutscher Jagdschriftsteller
- Karl von Harling († 1882), hannoverscher Oberamtmann
- Otto von Harling (1866–1953), lutherischer Theologe, Direktor der Evangelisch-Lutherischen Zentralvereins für Mission unter Israel